# Joan Comas Pausas
Joan Comas Pausas (Vilafranca del Penedès, 25 giugno 1913 – Vilafranca del Penedès, 3 aprile 2009) è stato un pittore, mercante e architetto spagnolo.

## Biografia
Joan Comas Pausas nasce a Vilafranca del Penedès (Catalogna, Spagna) figlio di Antonio Comas Torregrosa e di Josefa Pausas. Rimane orfano a quattordici anni e si trasferisce a Barcellona. Si interessa di arte in generale, di architettura e di disegno. Si forma artisticamente in questa città. Studia disegno con il pittore Joan Lahosa all'Acadèmia Baixas.
Persona di eccezionale volontà supera le difficoltà causate dalla sua condizione di orfano cominciando a lavorare come dipendente di un negozio di abbigliamento maschile. Nel 1944 torna a Vilafranca e apre un suo negozio. Più tardi, nel 1961 comincia a esercitare anche la professione di architetto dopo aver completato gli studi all'Escola Tècnica d'Aparelladors i Arquitectes Tècnics dell'Università politecnica della Catalogna a Barcellona.
In questi anni può dedicarsi raramente alla sua attività preferita, la pittura. Ciononostante nel 1955 vince un premio di pittura (olio su tavola). Continua la sua formazione da autodidatta e le sue opere vengono distribuite fra privati. Dal 1976 comincia a organizzare periodicamente mostre delle sue opere, in particolare di acquarelli.
In quello stesso anno, in occasione del centenario dell'Escursionismo Catalano organizza una mostra di ventisette opere (acquarelli) al Museo di Vilafranca. La critica accoglie positivamente la pittura di Comas Pausas: “Bisogna dire che i paesaggi di Comas emettono luce e solamente una sensibilità escursionista è in grado di rendere con tanta fedeltà che costituiscono l'essenza del nostro paesaggio; la chiesetta solitaria, quell'elemento umano che con il tempo ne diviene parte, la solitudine dei laghi pirenaici, la natura morta (paradossalmente piena di vita) degli alberi secchi abbattuti dalla tempesta o l'esplosione di colore delle piante e delle rocce. In particolare quei cieli tenebrosi o appena velati, un caleidoscopio che noi escursionisti siamo abituati a contemplare e che Comas sa riprodurre esattamente”.

## Tecniche
Nei quadri dipinti a olio Comas predilige temi d'interni con figure. Negli acquerelli, tecnica nella quale si è specializzato, preferisce dipingere paesaggi, marine e ambienti urbani.
Il suo modo di dipingere si inserisce nelle scuole tradizionali del paesaggismo catalano. Si tratta di una pittura descrittiva e facile da interpretare, di una composizione studiata attentamente e di una gamma cromatica, armonica e sfumata, risultato di una intensa sensibilità nei confronti della natura. Nella pittura di Comas Pausas hanno un ruolo molto importante le variazioni atmosferiche e di luce che vengono rese con sfumature di colore.
In Spagna, Francia, Germania, Italia, Svizzera, Liechtenstein, Austria e Paesi Bassi Comas Pausas dipinge soprattutto acquarelli con ambienti urbani, visita pinacoteche e studia le opere dei grandi artisti.

## Mostre
Porta a termine mostre personali a Vilanova i la Geltrú, Vilafranca del Penedès, Olot, Martorell, Ripoll, Molins de Rei, Igualada, El Vendrell, Begues e Barcellona (a Mayte Muñoz e nel Col•legi d'Aparelladors i Arquitectes Tècnics).
Come membro dell'Agrupació d'Aquarel•listes de Catalunya partecipa a tutte le mostre di questa associazione fra il 1977 e il 1989 a Barcellona (Palau de la Virreina, Palau Reial de Pedralbes, Antic Hospital de la Santa Creu e Banca di Bilbao) Terrassa, Vilafranca (Museu) e Lleida (Institut d'Estudis llerdencs). È selezionato da questo gruppo all'Esposizione Nazionale d'Acquarello tenutasi a Bilbao nel 1984.
Partecipa anche ad altre mostre collettive a Olot, Ledesma e Vilafranca. Particolarmente importante una mostra tenuta a Vilafranca nel 1985 con altri cinque artisti al Fòrum Berger Balaguer e quella di “Pintura i escultura a Vilafranca 1900-1999”.
Nel 2013 ha avuto luogo una mostra retrospettiva al Fòrum Berger Balaguer a Vilafranca del Penedès per celebrare il centenario della sua nascita.
Le sue opere si trovano in collezioni private in Spagna, Francia, Germania, Regno Unito e nel Museo di Vilafranca.